# Carl Jöken
Carl Jöken (3 de noviembre de 1893 - 7 de abril de 1972) fue un cantante de ópera, tenor, de nacionalidad alemana.

## Biografía
Nacido en Krefeld, Alemania, Jöken inició estudios de química, que hubo de interrumpir, al participar como soldado entre 1914 y 1918 en la Primera Guerra Mundial. Tras dejar el ejército, renunció a la química. Decidido a formarse como Tenor, aprendió con Gustav Pielken, que durante 25 años trabajó en el Conservatorio Municipal de Krefeld como profesor de canto.
En 1918 debutó en el Stadttheater de Krefeld interpretando el papel de Manrico en la ópera de Giuseppe Verdi El trovador. Desde 1920 a 1923 fue tenor dramático en el Stadttheater de Friburgo, y desde 1923 tenor lírico en la Staatsoper Unter den Linden. Sus primeros papeles fueron el de Pinkerton en la ópera de Puccini Madama Butterfly, y el de Eisenstein en El murciélago (de Johann Strauss). En 1924 actuó en el estreno de la ópera de Leoš Janáček Jenůfa.
En el año 1925 cantó el papel de Turridu en la ópera de Pietro Mascagni Cavalleria rusticana, representada en el Volksbühne de Berlín. Actuó en 1927 en el estreno de la obra de Kurt Weill Royal Palace, dirigida por Erich Kleiber en la Ópera Kroll de Berlín. Al siguiente año, también bajo la dirección de Kleiber, cantó en la pieza de Franz Schreker Der singende Teufel. Jöken permaneció como miembro de la Compañía de la Staatsoper Unter den Linden hasta el año 1934.
Jöken no cantó únicamente papeles serios, pues también fue tenor de opereta. A partir de 1930 en el Metropol Theater de Berlín actuó en la obra de Carl Millöcker El estudiante mendigo, así como en la de Emmerich Kálmán La violeta de Montmartre. Bajo la dirección de Bruno Walter cantó también en Ámsterdam en una representación de El murciélago que se repitió en la Royal Opera House de Londres. Hizo otras actuaciones  en el extranjero, como en el Teatro Colón de Buenos Aires, donde cantó en 1931 y 1932. En 1931 trabajó allí en la ópera de Ígor Stravinsky Edipo rey,, bajo dirección de Ernest Ansermet, acompañado de los cantantes Ludwig Hofmann y Alexander Kipnis.
A partir de 1933 tuvo un gran éxito en operetas representadas en el berlinés Theater des Westens: así, en la de Eduard Künneke Die lockende Flamme, estrenada el 27 de diciembre de 1933, y en el mismo año en la de Walter Wilhelm Goetze Der Page des Königs. Al siguiente año participó en el estreno de la opereta de Walter Goetze Der goldene Pierrot, que tuvo lugar el día 31 de marzo.
Jöken hizo también diferentes grabaciones, actuando para los sellos Kristall, Tri-Ergon Photo-Electro-Records y Tempo.
El cantante hizo diferentes apariciones en la radio y actuó en varias películas sonoras, entre ellas la comedia de 1930 Das Kabinett des Dr. Larifari.
Finalizada la Segunda Guerra Mundial, Karl Jöken fue capaz de continuar con su carrera de cantante, y todavía en 1956 actuaba para el Operettenhaus de Hamburgo.
Jöken se casó por vez primera con la actriz y comediante Käthe König, conocida por el nombre artístico de Käthe Jöken-König (1905–1968). Se casó en segundas nupcias con la actriz y cantante Edith Schollwer (17 de febrero de 1905 – 1 de octubre de 2002).
Karl Jöken falleció en 1971 en Hamburgo, Alemania.

## Discografía (selección)
A partir del catálogo de la Nationalbibliothek.

### Grabaciones para Kristall
- Sei gegrüßt, du mein schönes Sorrent (L.Waldmann-P. Heise), Karl Jöken con acompañamiento de orquesta, Director: Clemens Schmalstich, Kristall Nr. 6081 (mx: C 1981.1)
- Verbotener Gesang (Gastaldon-Flick Flock), Karl Jöken con acompañamiento de orquesta, Director: C. Schmalstich, Kristall Nr. 6081 (mx. C 1980.1)
- Wolgalied, de la opereta Der Zarewitsch (Franz Lehár), Karl Jöken con acompañamiento de orquesta, Kristall Nr. 6091 (mx. C 3174)
- Weinlied, de Der lachende Ehemann (Edmund Eysler), Karl Jöken con acompañamiento de orquesta, Kristall Nr.6091 (mx. C 3175)
- Schenkt man sich Rosen in Tirol, dueto de la opereta Der Vogelhändler (Carl Zeller), Carl Jöken – Edith Schollwer, con acompañamiento de orquesta – Director: A. Strasser, Kristall 6115 (mx. C 4899)
- Mädel klein-Mädel fein. Dueto de la opereta Der Graf von Luxemburg (Franz Lehár), Carl Jöken – Edith Schollwer, con acompañamiento de orquesta – Director: A. Strasser, Kristall 6115 (mx. C 4900)
- Ein Lied geht um die Welt, del film del mismo nombre (May/Neubach), Carl Jöken con acompañamiento de orquesta, Kristall Best. Nr. 6109 (C 4735.2), 1933

### Grabaciones de Tri-Ergon Photo-Electro-Record
- Stille Nacht, heilige Nacht. Villancico. Carl Jöken con Walter Drwenski. Tri-Ergon T.E. 3615-A (mx. 02705)
- O du fröhliche, o du selige. Villancico. Tri-Ergon T.E.3615-B (mx. 02706), Carl Jöken con Walter Drwenski
- Mein kleiner Bruder träumt von Ihnen, del film Das Kabinett des Dr. Larifari, Karl Jöken con acompañamiento de orquesta. Tri-Ergon T.E. 3898-A, auch auf Tri-Ergon T.E.5898.
- Ewige Liebe gibt’s nur im Roman, del film Das Kabinett des Dr. Larifari, Karl Jöken, con acompañamiento de orquesta. Tri-Ergon T.E.3898-B, auch auf Tri-Ergon T.E.5898.
- Sei gegrüsst, du mein schönes Sorrent, Canción (Ludolf Waldmann – Paul Heyse), Karl Jöken con acompañamiento de orquesta. Tri-Ergon T.E.3941-A (mx.  03454), y Tri-Ergon T.E.5941
- Erinnerung an Sorrento, canción (Ernesto de Curtis – E. Matray), Karl Jöken con acompañamiento de orquesta Tri-Ergon T.E.3941-B (mx. 03455), y Tri-Ergon T.E.5941
- Wer uns getraut, dueto de la opereta Der Zigeunerbaron (Johann Strauss), Erny Jolan (soprano) y Carl Jöken con acompañamiento de orquesta. Tri-Ergon T.E.3942-A  (mx. 03348), y Tri-Ergon T.E.5942; Clangor T.542/1
- Wenn zwei sich lieben, dueto de la opereta Der Rastelbinder (Franz Lehár), Erny Jolan y Carl Jöken con acompañamiento de orquesta. Tri-Ergon T.E.3942-B (mx. 03349), y Tri-Ergon T.E.5942
- Pardon, Madame. Canción de la opereta Viktoria und ihr Husar (Paul Abraham, Alfred Grünwald y Fritz Löhner-Beda), Karl Jöken con acompañamiento de orquesta y participación de los compositores. Tri-Ergon T.E.3949-A   (mx. 03635)
- Good Night. Canción de la opereta Viktoria und ihr Hussar (Paul Abraham, Alfred Grünwald y Fritz Löhner-Beda), Tri-Ergon T.E.3949-B (mx. 03636), Karl Jöken con acompañamiento de orquesta y participación de los compositores
- Du Veilchen vom Montmartre. Canción de la opereta Das Veilchen vom Montmartre (Emmerich Kalman, Julius Brammer y Alfred Grünwald), Karl Jöken con acompañamiento de orquesta. Tri-Ergon T.E.3963-A (mx. 03518), y Tri-Ergon TE.5963
- Schöne Ninon. Canción de la opereta Das Veilchen vom Montmartre (Emmerich Kalman, Julius Brammer y Alfred Grünwald), Karl Jöken con acompañamiento de orquesta Tri-Ergon T.E.3963-B (Mx. 03519), y Tri-Ergon TE.5963
- Serenata, canción (Moritz Moszkowski, V. Marcolino), Karl Jöken con acompañamiento de orquesta. Tri-Ergon T.E.3993-A (mx. 03634), y Tri-Ergon TE.5993
- Ach, war es nicht ein Traum?. Canción de cuna de la ópera Jocelyn (Benjamin Louis Godard, W. Henzen), Karl Jöken con acompañamiento de orquesta. Tri-Ergon T.E.3993-B (mx. 03699), y Tri-Ergon TE.5993.
- Schön ist die Welt. Canción de la opereta del mismo nombre (Franz Lehár, L. Herzer y Fritz Löhner-Beda), Carl Jöken con la Orquesta del Berliner Metropol-Theaters dirigida por los compositores. Tri-Ergon T.E.4085-A (mx. 04057), y Tri-Ergon TE.6085
- Liebste, glaub an mich. Canción de la opereta Schön ist die Welt (Franz Lehár, L. Herzer y Fritz Löhner-Beda), Carl Jöken con la Orquesta del Berliner Metropol-Theaters bajo dirección de los compositores. Tri-Ergon T.E.4085-B (mx. 04058), y Tri-Ergon TE.6085.
- Ich küsse deine Lippen. Canción (M. Rudolphe, J. Aakjaer) (NE 05/1929) (K 1930) Karl Jöken con acompañamiento de orquesta. T.E.5537-A (02182m1)
- Lenz. Canción (Eugen Hildach) (NE 05/1929) (K 1930) Karl Jöken con acompañamiento de orquesta. T.E.5537-B (02386m1)
- Weinlied, de la opereta Der lachende Ehemann (Edmund Eysler) (NE 06/1929) (K 1930) Karl Jöken con acompañamiento de orquesta. T.E.5560-A (02382m1)
- Was ich längst erträumte, de la opereta Der Göttergatte (Franz Lehár) (NE 06/1929) (K 1930), Karl Jöken con acompañamiento de orquesta. T.E.5560-B (02383m1)
- Als flotter Geist, de la opereta Der Zigeunerbaron (Johann Strauss) (K 1930), Karl Jöken con acompañamiento de orquesta. T.E.5561-A (02384)
- Hab’ ich nur deine Liebe, de la opereta Boccaccio (Franz von Suppé) (K 1930), Karl Jöken con acompañamiento de orquesta.  T.E.5561-B (02385)
- In einem kühlen Grunde. Canción tradicional adaptada por Bruno Seidler-Winkler (K 1930), Marianne Alfermann (soprano) con Carl Jöken con acompañamiento de orquesta. T.E.5630-A (02655m1)
- Ach, wie ist’s möglich dann. Canción tradicional adaptada por Bruno Seidler-Winkler (K 1930), Marianne Alfermann con Carl Jöken con acompañamiento de orquesta. T.E.5630-B (02656m1)
- Und der Hans schleicht umher. Canción tradicional adaptada por Bruno Seidler-Winkler (K 1930), Marianne Alfermann con Carl Jöken con acompañamiento de orquesta. T.E.5631-A (02657)
- Mädle ruck, ruck, ruck [Die Auserwählte]. Canción tradicional adaptada por Bruno Seidler-Winkler (K 1930), Marianne Alfermann con Carl Jöken con orquesta de cámara. T.E.5631-B (02658)
- Gern hab’ ich die Frau'n geküsst, canción de la opereta Paganini (Franz Lehár) (NE 11/1929) (K 1930), Carl Jöken con acompañamiento de orquesta, T.E.5636-A (02643m2), y Colorit 3087
- Allein, wieder allein… Es steht ein Soldat am Wolgastrand, canción de la opereta Der Zarewitsch (Franz Lehár), (NE 11/1929) (K 1930), Carl Jöken con acompañamiento de orquesta T.E.5636-B (02645m2), y Colorit 3087
- Glücklich ist, wer vergisst. De la opereta Die Fledermaus (Johann Strauss) (NE 11/1929) (K 1930), Carl Jöken con acompañamiento de orquesta T.E.5637-A
- Komm in die Gondel, mein Liebchen, de la opereta Eine Nacht in Venedig (Johann Strauss) (NE 11/1929) (K 1930), Carl Jöken con acompañamiento de orquesta T.E.5637-B

### Tempo Schallplatten-Industrie Otto Stahmann, Berlín
- So verliebt wie heut’ war ich nie. Canción del film Nanon. Carl Jöken y Emanuel Rambour. Tempo Best.Nr. 674 (mx. 1392)
- Schenkt man sich Rosen in Tirol. Duett de Der Vogelhaendler (Carl Zeller), Irmgard Weidlich y Karl Jöken con la orquesta Mitglieder der Volksoper, Berlín. Phonoton special Bestell-Nr.: 1039-A
- Im chambre separee, dueto de Der Opernball (Richard Heuberger), Irmgard Weidlich y Karl Jöken con la Mitglieder der Volksoper, Berlín. Phonoton special Bestell-Nr.: 1039-B

### Discos CD
- CD  9340 Pearl GEMM  / Symposium 1232-3, extractos de Los maestros cantores de Núremberg (Richard Wagner), 22 de mayo de 1928, con Friedrich Schorr, Robert Hutt, Leo Schützendorf, Karl Jöken, Elfriede Marherr-Wagner, Lydia Kindermann. Orquesta de la Berliner Staatsoper dirigida por Leo Blech.
- CD  German-Ensemble-Recordings, Sello: Preiser Records. Número catálogo: 89989. 4 de julio de 1998. Los maestros cantores de Núremberg: Selig wie die Sonne (Richard Wagner), con Karl Jöken, Max Hirzel, Else Ruziczka, Erna Berger, Karl August Neumann. Orquesta de la Berliner Staatsoper dirigida por Leo Blech.
- CD Walter Jurmann: In 24 Stunden kann so viel gescheh'n. Sello: Duophon, número 7216965, 10 de febrero de 2003.
- CD Künstlerball bei Kroll. Duophon 05 46 3, EAN 4012772054637. 12 de febrero de 2004. Edith Schollwer con Carl Jöken – Schenkt man sich Rosen in Tirol, Schau’n Sie freundlich… Mädel klein, Mädel fein, Junger Wein und junge Liebe.
- CD Paul Abraham – Meine Mama war aus Yokohama. Sello: BearFamily Records, número catálogo: CD 0502. EAN: 4012772050233
- CD  Schlager im Spiegel der Zeit, 1931, sello: BearFamily Records, número: 4098816, 4 de octubre de 2010. Carl Jöken en Good-Night (Reich mir zum Abschied noch einmal die Hände)

## Filmografía
- 1930 : Das Kabinett des Dr. Larifari
- 1930 : Leier und Schwert
- 1931 : Schuberts Frühlingstraum
- 1931 : Viktoria und ihr Husar
- 1932 : Liebe auf den ersten Ton
- 1940 : Herz – modern möbliert